# Eremias montanus
Eremias montanus este o specie de șopârle din genul Eremias, familia Lacertidae, ordinul Squamata, descrisă de Rastegar-pouyani în anul 2001. A fost clasificată de IUCN ca specie cu risc scăzut. Conform Catalogue of Life specia Eremias montanus nu are subspecii cunoscute.